# Haruka Fukushima
Haruka Fukushima, in giapponese フクシマハルカ? (Prefettura di Okayama, 12 dicembre ...), è una fumettista giapponese.

## Biografia
Haruka Fukushima pubblica il suo primo lavoro, Un bacio alla ciliegia, nel 1999, con il quale vince il ventottesimo concorso per esordienti indetto dal mensile Nakayoshi della casa editrice Kōdansha. Si fa conoscere al pubblico nel 2001 con Otona ni Nuts, edito in Italia da Play Press Publishing con il titolo Nuts Panic! - Voglio crescere subito!.
In occasione del terremoto e maremoto del Tōhoku del 2011 ha scritto una storia breve pubblicata nel progetto Pray for Japan, che coinvolge altri mangaka.

## Opere
- Un bacio alla ciliegia (さくらんぼ☆キッス?, Sakuranbo☆Kissu, Sakuranbo Kiss) – storia breve, 1999. Inclusa in Nuts Panic! - Voglio crescere subito!, volume 4.

In occasione di un pernottamento a scuola di due giorni e una notte, Rika Shinagawa, cadendo da un ciliegio, bacia accidentalmente qualcuno. Non sapendo chi sia poiché era buio, chiede all'amica Yuko di aiutarla a scoprire l'identità del misterioso ragazzo: i possibili candidati sono quattro, tra i quali c'è anche Seiji Okamoto, il ragazzo che piace a Rika.
- Fortune☆Cake (フォーチュン☆ケーキ?, Fōchun☆Kēki) – storia breve, 2000. Inclusa in Nuts Panic! - Voglio crescere subito!, volume 1.

La quattordicenne Yumi Takehara aiuta i genitori nella pasticceria di famiglia. La sera della vigilia di Natale, per sbaglio le cade nell'impasto delle torte l'anello regalatole dal suo fidanzato Okuda. Disperata, Yumi comincia ad andare a casa di tutti i clienti a riprendere indietro tutte le torte per cercare l'anello.
- Nuts Panic! - Voglio crescere subito! (おとなにナッツ?, Otona ni Nattsu, Otona ni Nuts) – 4 volumi, 2001-2002.
- Bibitte mūcho ♥ (ビビってむーちょ♥?) – 2 volumi, 2001-2002.
- Ai ga nakucha ne! (アイがなくちゃね!?) – volume unico, 2002-2003.
- Cherry Juice (チェリージュース?, Cherī Jūsu) – 4 volumi, 2004-2006.
- Kedamono damono (けだものだもの?) – 3 volumi, 2004-2007.
- Orange Planet (オレンジ・プラネット?, Orenji Puranetto) – 5 volumi, 2006-2007.
- AAA (トリプルエー?, Toripuru Ē, Triple A) – 4 volumi, 2007-2009.
- Chiyoko rei to (ちよこれいと?) – 3 volumi, 2009-2010.
- Kimi no neiro - Your Melody (キミノネイロ - Your Melody?) – 4 volumi, 2010-2011.
- 1-nen 5-kumi ikimonogakari (1年5組いきものがかり?) – 6 volumi, 2010-2012.